# 埃特德里克·博安农
埃特德里克·博安农（英語：Etdrick Bohannon，1973年5月29日—），美国NBA联盟前职业篮球运动员。